# Bartolomeo Beretta

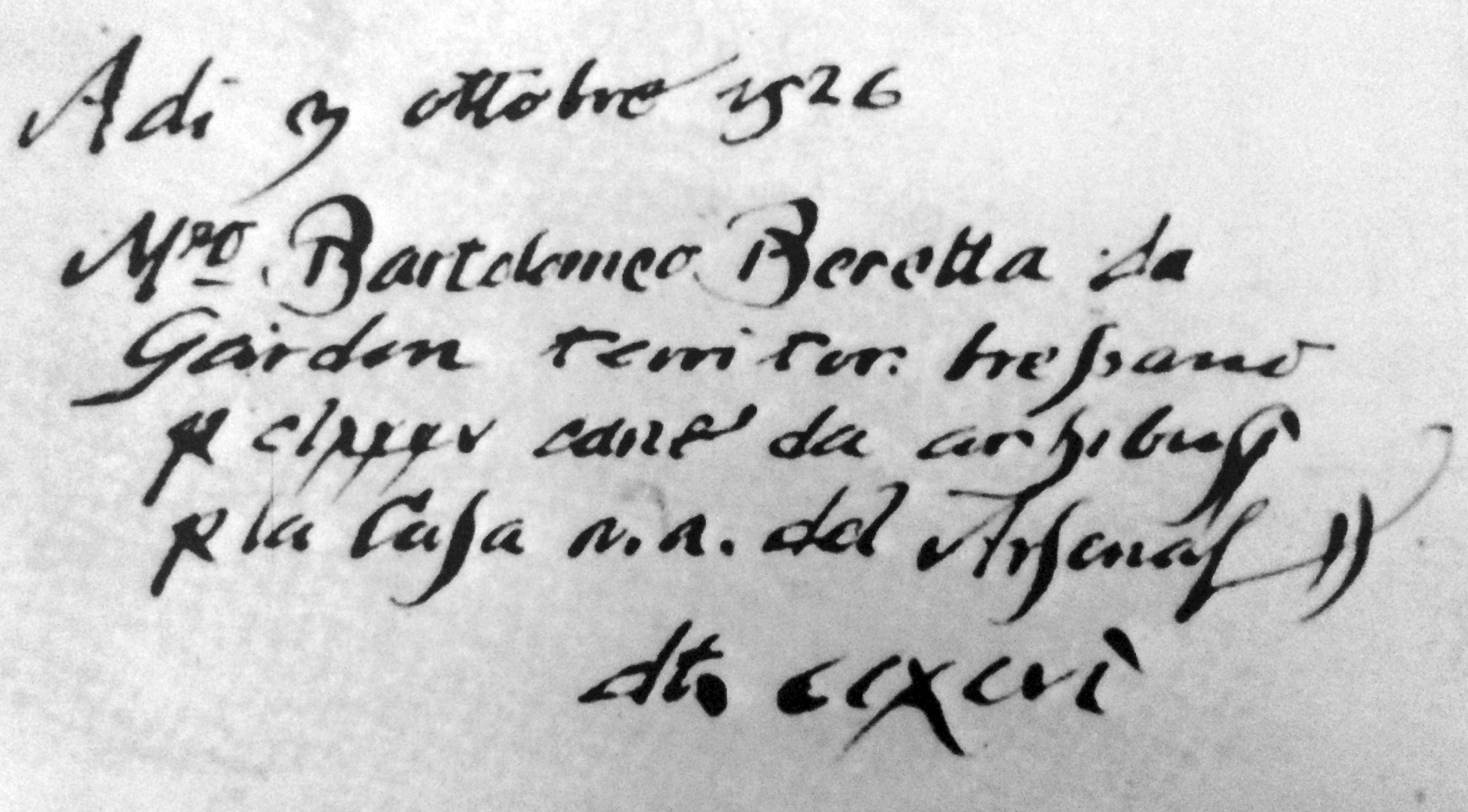
Die mit 3. Oktober 1526 datierte Quittung für Bartolomeo Beretta für die Lieferung von Arkebusenläufen an das Arsenal in Venedig

Bartolomeo Beretta (* 1490; † 1565/68) bekannt als maestro da canne (italienisch für Meister der Läufe), war ein italienischer Waffenbauer aus der Lombardei. Er gilt als der Stammvater des Waffenunternehmens Beretta.
Beretta arbeitete in Gardone Val Trompia in der früheren Republik Venedig, wo er eine Eisenhütte betrieb. Er war für seine Liebe zum Detail bekannt und wurde ein erfolgreicher Hersteller von Gewehr- und Pistolenläufen.
Nach der Schlacht von Pavia im Februar 1525, bei der spanische Arkebusenschützen der französischen Reiterei empfindliche Verluste beibrachten, erhielt Beretta einen Großauftrag vom Arsenal in Venedig. Im Jahr 1526 zahlte ihm das Arsenal 296 Dukaten für 185 Arkebuseläufe. Die dafür ausgestellte Quittung, ist das erste schriftliche Dokument, die ihn als Waffenlieferant der Serenissima aufweist.
Die Tatsache, dass Beretta durch die Verwaltung der Republik Venedig ausgewählt wurde und er schon den Titel Maestro führte, lässt darauf hindeuten, dass das Unternehmen Beretta schon seit mindestens zwei Generationen tätig war.
Die Eisengießerei und das Waffengeschäft wurden von Berettas Sohn Jacopo und Enkel Giovannino weitergeführt und ausgebaut. Die Familie Beretta kontrolliert das Unternehmen
auch noch im 21. Jahrhundert. Die Encyclopedia Britannica nennt Beretta „eines der ältesten Industrieunternehmen der Welt“.